# Мате, Рудольф
Рудольф Мате (англ. Rudolph Maté; 21 января 1898, Краков, Цислейтания — 27 октября 1964, Голливуд, Калифорния или Лос-Анджелес, Калифорния), имя при рождении — Рудольф Мейер (англ. Rudolf Mayer) — американский кинооператор и кинорежиссёр польского происхождения.

## Биография
Рудольф Мате родился в еврейской семье в Кракове (в то время Австро-Венгрия, теперь Польша), окончил Университет Будапешта.
Начал кинокарьеру в 1920 году как ассистент оператора в Венгрии, а затем в других странах Европы, сотрудничал с немецким режиссёром Карлом Фройндом. Работал оператором фильмов датского режиссёра Карла Теодора Дрейера «Страсти Жанны д’Арк» (1928) и «Вампир», обе картины отличало выдающееся визуальное решение. С середины 1930-х работал в Голливуде. Среди лучших операторских работ Мате в Голливуде — «Иностранный корреспондент» (1940), «Леди Гамильтон» (1941), «Быть или не быть» (1942), «Сахара» (1943), «Девушка с обложки» (1944), «Гильда» (1946).
С 1947 года начал работать как режиссёр. Его фильмография включает фантастический фильм «Когда миры столкнутся» (1951), классический нуар «Мёртв по прибытии» (1950) и пеплум «Триста спартанцев» (1962).
Умер в Голливуде в возрасте шестидесяти шести лет от инфаркта миокарда, похоронен на Кладбище Святого креста (Калвер-Сити) Калифорния.

## Оценка критики
Кинокритик Майкл Уокер следующим образом оценил творчество Мате:
«Карьера Рудольфа Мате в качестве главного оператора была выдающейся, он обеспечивал как крупных, так и малых режиссёров визуальным стилем и атмосферой, соответствующей их задачам. От достигаемого c помощью тяжелых линз рассеянного изображения в „Вампире“ (этот фильм, наверное, до сих пор является наиболее близким в передаче ощущения сновидения) к чётким черно-белым контрастам „Гильды“, диапазон его творчества был значителен, а качество работы постоянно очень высоким.

В качестве режиссёра его работа не была столь убедительной. Хотя некоторые его фильмы отличались авторским своеобразием и необычностью — фрейдистские видения и тяжелый психологизм — в фильме „Тёмное прошлое“, нуаровый мрак — в „Мёртв по прибытии“ и апокалипсис конца света в фильме „Когда миры столкнутся“, большинство его фильмов отличает неровность по причине отсутствия сильной режиссёрской индивидуальности.»

## Признание
За свою операторскую работу Мате пять раз был номинирован на «Оскар»: в 1941 году — за фильм «Иностранный корреспондент», в 1942 году — за фильм «Леди Гамильтон», в 1943 году — за фильм «Гордость янки», в 1944 году — за фильм «Сахара», в 1945 году — за фильм «Девушка с обложки».

## Фильмография

### Как кинооператор
- 1920 — Альпийская трагедия / Alpentragödie
- 1922 — Parema — Das Wesen aus der Sternenwelt
- 1923 — Венецианский купец / Der Kaufmann von Venedig
- 1924 — Михаэль / Mikaël
- 1925 — Корсар Пиетро / Pietro der Korsar
- 1927 — Unter Ausschluß der Öffentlichkeit
- 1928 — Страсти Жанны д`Арк / La passion de Jeanne d’Arc
- 1930 — Мисс Европа / Prix de beauté (Miss Europe)
- 1931 — Господин полночи / Le monsieur de minuit
- 1932 — Красавица морячка / La Belle Marinière
- 1932 — Вампир / Vampyr
- 1932 — Разве не мы все? / Aren’t We All?
- 1932 — Мсье Альберт / Monsieur Albert
- 1932 — Лили Кристин / Lily Christine
- 1932 — Оскорбление / Insult
- 1933 — Веселый монарх / The Merry Monarch
- 1933 — На улицах / Dans les rues
- 1933 — Приключения царя Павзолия / Les aventures du roi Pausole
- 1933 — Паприка / Paprika
- 1934 — Лилиом / Liliom
- 1934 — Последний миллиардер / Le dernier milliardaire
- 1935 — Ад Данте / Dante’s Inferno
- 1935 — Военно-морская жена / Navy Wife
- 1935 — Одетый вызывать дрожь / Dressed to Thrill
- 1935 — Метрополитен / Metropolitan
- 1935 — Профессиональный солдат / Professional Soldier
- 1936 — Секрет Чарли Чана / Charlie Chan’s Secret
- 1936 — Послание к Гарсиа / A Message to Garcia
- 1936 — Додсворт / Dodsworth
- 1936 — Наши отношения / Our Relations
- 1936 — Приди и владей / Come and Get It
- 1937 — Изгой / Outcast
- 1937 — Стелла Даллас / Stella Dallas
- 1938 — Приключения Марко Поло / The Adventures of Marco Polo
- 1938 — Блокада / Blockade
- 1938 — Youth Takes a Fling
- 1938 — Торговые ветра / Trade Winds
- 1939 — Любовный роман / Love Affair
- 1939 — Настоящая слава / The Real Glory
- 1940 — Моя любимая супруга / My Favorite Wife
- 1940 — Иностранный корреспондент / Foreign Correspondent
- 1940 — Семь грешников / Seven Sinners
- 1941 — Леди Гамильтон / That Hamilton Woman
- 1941 — Нью-орлеанская возлюбленная / The Flame of New Orleans
- 1941 — Всё началось с Евы / It Started with Eve
- 1942 — Быть или не быть / To Be or Not to Be
- 1942 — Гордость янки / The Pride of the Yankees
- 1943 — Меня накрыли / They Got Me Covered
- 1943 — Сахара / Sahara
- 1944 — Девушка с обложки / Cover Girl
- 1944 — Адрес неизвестен / Address Unknown
- 1945 — Сегодня вечером и каждый вечер / Tonight and Every Night
- 1945 — Более 21 / Over 21
- 1946 — Гильда / Gilda
- 1947 — С небес на землю / Down to Earth
- 1947 — От судьбы не уйдёшь / It Had to Be You
- 1947 — Леди из Шанхая / The Lady from Shanghai

### Как режиссёр
- 1947 — От судьбы не уйдёшь / It Had to Be You
- 1948 — Тёмное прошлое / The Dark Past
- 1950 — Не надо грустных песен для меня / No Sad Songs for Me
- 1950 — Мёртв по прибытии / D.O.A.
- 1950 — Станция Юнион / Union Station
- 1950 — Клеймёный / Branded
- 1951 — Принц, который был вором / The Prince Who Was a Thief
- 1951 — Когда миры столкнутся / When Worlds Collide
- 1952 — Зелёная перчатка / The Green Glove
- 1952 — Паула / Paula
- 1952 — Сэлли и Святая Анна / Sally and Saint Anne
- 1953 — Игрок с Миссисипи / The Mississippi Gambler
- 1953 — Второй шанс / Second Chance
- 1953 — Запрещено / Forbidden
- 1954 — Осада на Красной реке / Siege at Red River
- 1954 — Чёрный щит Фолуорта / The Black Shield of Falworth
- 1955 — Жестокие люди / The Violent Men
- 1955 — Далёкие горизонты / The Far Horizons
- 1955 — Годы в седле / The Rawhide Years
- 1956 — Чудо в дождь / Miracle in the Rain
- 1956 — Порт Африка / Port Afrique
- 1956 — Три жестоких человека / Three Violent People
- 1958 — Погребение в море / The Deep Six
- 1959 — Серенада большой любви / For the First Time
- 1960 — Варвары / The Barbarians
- 1962 — Алики, моя любовь / Aliki My Love
- 1962 — Семь морей до Кале / Il dominatore dei sette mari
- 1962 — 300 спартанцев / The 300 Spartans

### Как продюсер
- 1948 — Возвращение октября / The Return of October
- 1962 — Триста спартанцев / The 300 Spartans
- 1963 — Алики, моя любовь / Aliki my love